# 圖林根統治者列表

圖林根伯爵徽章

以下是圖林根各統治者的名單。圖林根是德國中部的一個地區。

## 圖林根國王
- 450年-500年：比西努斯（英语：Bisinus）
- 500年-530年：巴德里克（英语：Baderich）
- 500年-530年：貝爾塔查爾（英语：Berthachar）
- 500年-531年：埃爾米弗里德（英语：Herminafried）
- 540年年代：Fisud

被法蘭克人征服。

## 法蘭克王國下的圖林根公爵
墨洛溫王朝的公爵
- 632年-642年：拉杜爾夫（英语：Radulf, King of Thuringia） 641年後成為“圖林根國王”
- 642年-687年：哈丹一世 Hedan I
- 687年-689年：戈斯伯特 (圖林根公爵) Gozbert
- 689年-719年：哈丹二世（英语：Hedan II） 戈斯伯特之子

卡洛林王朝的公爵
- 849年-873年：塔庫爾夫（英语：Thachulf, Duke of Thuringia） 兼為索布藩侯
- 874年-880年：拉杜爾夫二世（英语：Radulf II, Duke of Thuringia） 塔庫爾夫之子
- 880年-892年：珀波（英语：Poppo, Duke of Thuringia） Poppo 巴本堡王朝，892年成為“dux Thuringorum”，被廢黜
  - 882年-886年：伊基諾（英语：Egino, Duke of Thuringia） 珀波之弟
- 892年-906年：康拉德（英语：Conrad, Duke of Thuringia） Conrad 康拉德王朝（英语：Conradines）的祖先
- 907年-908年：布爾夏德（英语：Burchard, Duke of Thuringia） Burchard最後一位公爵，在對匈牙利人的戰鬥中喪生

## 圖林根藩侯
- 1000年-1002年：艾卡德一世（英语：Eckard I, Margrave of Meissen） Eckard I 985年起為邁森藩侯，遭暗殺
- 1002年-1003年：威廉二世（英语：William II of Weimar） William II 威瑪伯爵

- 1046年-1062年：威廉四世（英语：William, Margrave of Meissen） William IV 威廉二世之孫，邁森藩侯
- 1062年-1067年：奧托（英语：Otto I, Margrave of Meissen） Otto 威廉四世之弟，邁森藩侯
- 1067年-1090年：艾格貝特二世（英语：Egbert I, Margrave of Meissen） Egbert II 奧托的女婿，布魯諾尼德王朝（英语：Brunonids）的不倫瑞克伯爵，1090年被殺，斷絕

## 圖林根領地伯爵

### 溫岑堡系
- 1111/1112年-1130年：赫爾曼（英语：Herman I, Count of Winzenburg） Herman I 1130年被廢黜；死於1138年

### 路德溫家族（英语：Ludovingians）
- 1031年-1056年：大鬍子路易（德语：Ludwig der Bärtige） Louis the Bearded
- 1056年-1123年：斯普林格的路易（英语：Louis the Springer） Louis the Springer
- 1123年-1140年：路易一世（英语：Louis I, Landgrave of Thuringia） Louis I 1131年起為第一領地
- 1140年-1172年：路易二世（英语：Louis II, Landgrave of Thuringia） Louis II
- 1172年-1190年：路易三世（英语：Louis III, Landgrave of Thuringia） Louis III
- 1190年-1217年：赫爾曼一世 Hermann I
- 1217年-1227年：路易四世（英语：Louis IV, Landgrave of Thuringia） Louis IV
- 1227年-1241年：赫爾曼二世（英语：Hermann II, Landgrave of Thuringia） Hermann II
- 1241年-1242年：亨利·拉斯沛 Henry Raspe

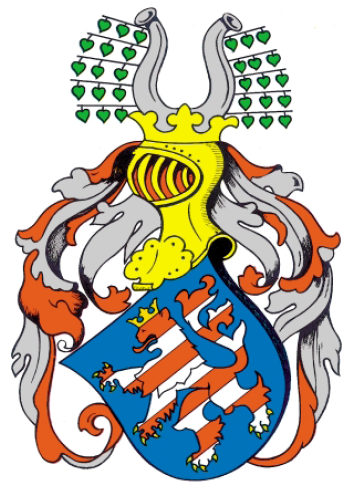
1265年阿爾伯特伯爵徽章

### 韋廷王朝
- 1242年-1265年：亨利 (傑出的) Henry the Illustrious 自1221年起為邁森侯爵及盧薩蒂亞藩侯
- 1265年-1294年：阿爾伯特 (退化的) Albert the Degenerate 亨利之子，自1288年至1292年為邁森藩侯，將圖林根出售
- 1294年-1298年：阿道夫 (拿騷-魏爾堡) Adolf of Nassau-Weilburg 羅馬人民的國王（非韋廷王朝）
- 1298年-1307年：阿爾布雷希特 (哈布斯堡) Albert of Habsburg 羅馬人民的國王（非韋廷王朝）
- 1298年-1307年：迪特里希四世（英语：Theodoric IV, Landgrave of Lusatia） Dietrich IV 自1291年至1303年為盧薩蒂亞藩侯
- 1298年-1323年：弗雷德里希一世 Frederick I
- 1323年-1349年：弗雷德里希二世 Frederick II
- 1349年-1381年：弗雷德里希三世 Frederick III
- 1349年-1382年：威廉一世（英语：William I, Margrave of Meissen） William I
- 1349年-1406年：巴爾塔薩（英语：Balthasar, Landgrave of Thuringia） Balthasar
- 1406年-1440年：弗雷德里希四世（英语：Frederick IV, Landgrave of Thuringia） Frederick IV
- 1440年-1445年：弗雷德里希五世 Frederick V
- 1445年-1482年：威廉二世（英语：William III, Landgrave of Thuringia） William II
- 1482年-1485年：阿爾伯特 Albert
- 1482年-1486年：恩斯特 Ernest
- 1486年-1525年：弗里德里希六世 Frederick VI
- 1525年-1532年：約翰 John
- 1532年-1547年：約翰·弗雷德里希一世 John Frederick I
- 1542年-1553年：約翰·恩斯特 John Ernest
- 1554年-1566年：約翰·弗雷德里希二世 John Frederick II
- 1554年-1572年：約翰·威廉 John William